# Emilia Brodin
Emilia Brodin, citata talvolta come Appelquist (Uppsala, 11 febbraio 1990), è una calciatrice svedese, centrocampista difensivo del Djurgården e della Nazionale svedese.

## Biografia
È sposata con Daniel Brodin, hockeista su ghiaccio dell'omonima sezione del Djurgården.

## Carriera

### Club
Emilia Appelqvist si appassiona al calcio già in giovane età ed inizia a giocare con le giovanili dell'Uppsala-Näs passando in seguito al Sunnersta.

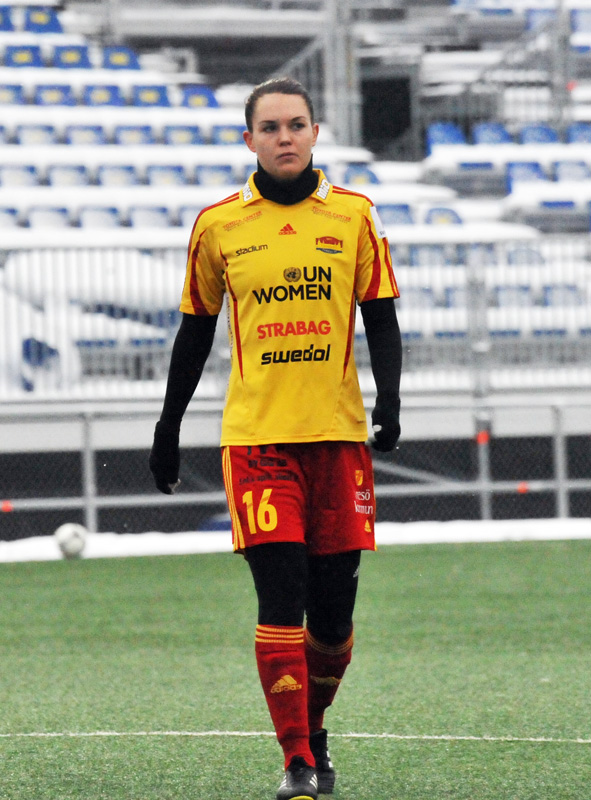
Appelqvist con la maglia Tyresö nel 2013.

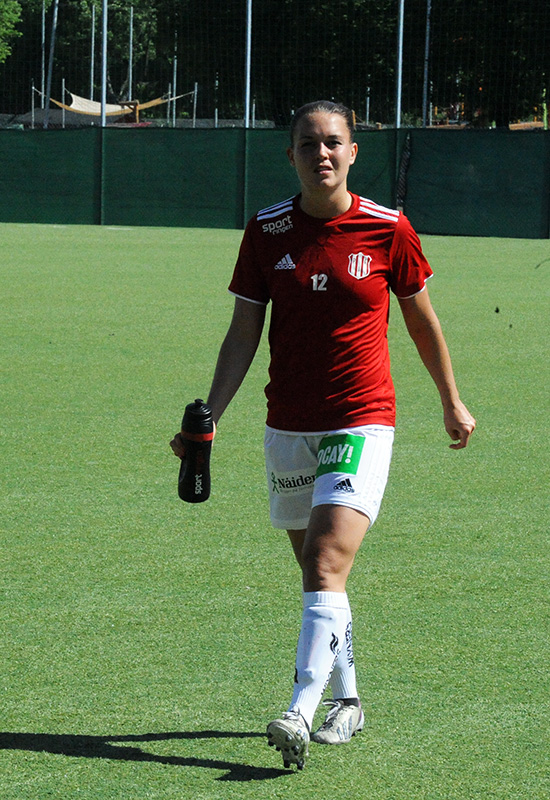
Appelqvist con la maglia Piteå nel 2014.

Nel 2006 si tessera con il Bälinge Idrottsförening, società polisportiva con sede nell'omonima cittadina nel comune di Uppsala, per giocare nella sua sezione di calcio femminile iscritta alla Damallsvenskan, il massimo livello del campionato svedese femminile di calcio, e nell'ottobre 2007, all'età di 17 anni, riesce a sottoscrivere un contratto per quattro anni con il club, dove l'allenatore la definisce una futura promessa destinata a giocare in Nazionale. Appelqvist gioca tre stagioni nel Bälinge prima della retrocessione della squadra dalla Damallsvenskan avvenuta nel 2008.
Prima dell'inizio della stagione 2009 viene contattata dal Tyresö, con il quale non si concretizza l'accordo, e dalla polisportiva Allmänna Idrottsklubben (AIK) che la convince ad accettare la sua proposta per giocare nella propria sezione di calcio femminile. Quando però al termine della stagione 2010 l'AIK viene retrocessa, Appelqvist, delusa, decise di trasferirsi al Tyresö motivando la scelta nella necessità di continuare a giocare nella Damallsvenskan per poter sperare nella convocazione in Nazionale.
La scelta si rivela vincente ed il Tyresö riesce a conquistare il titolo di Campione di Svezia per la prima volta al termine della stagione 2012 e Appelqvist colleziona il suo primo trofeo. Tuttavia, causa la sempre più difficoltà a trovare spazio per scendere in campo nell'agguerrita rosa del Tyresö, durante la pausa di metà campionato 2013 ottiene dalla società di essere ceduta in prestito al Piteå.
Nel novembre 2013, al termine della stagione, nonostante l'interesse espresso da altri club Appelqvist formalizzò il suo trasferimento al Piteå. Nel dicembre 2015 ha lasciato dopo tre stagioni il Piteå per trasferirsi al Djurgården.

### Nazionale
Appelqvist viene selezionata per la Nazionale Under-19 e fa il suo debutto in un torneo internazionale il 24 aprile 2008, nella partita vinta per 3-0 sulle pari età della Repubblica Ceca in occasione del secondo turno di qualificazione del Campionato europeo di categoria Francia 2008 contribuendo all'accesso alla fase finale. Rimane in rosa anche per le qualificazioni al successivo torneo del 2009, dove la Svezia riuscirà a giungere in finale, battuta poi per 2-0 dalle pari età dell'Inghilterra, risultando alla fine del torneo tra le prime 10 giocatrici più significative secondo il sito UEFA.com. Il risultato dà il diritto alla Svezia di competere nell'edizione 2010 del Campionato mondiale femminile Under 20 di calcio e Appelqvist viene ancora una volta selezionata nella Nazionale svedese ottenendo la fascia di capitano, che aveva già indossato nella finale in Bielorussia. Appelqvist gioca tutte le tre partite della fase a gironi ottenendo con la Svezia la prima posizione nel Gruppo C riuscendo ad accedere ai quarti di finale, bloccata dalla rappresentativa Under-20 della Colombia al termine della partita vinta per 2-0 dalle sudamericane.
Con la maglia delle Under-19 scenderà in campo per un totale di 18 incontri,, con l'Under-20 4 incontri.
Nel febbraio 2010 viene convocata, assieme a Antonia Göransson, alle valutazioni per determinare la rosa della Nazionale maggiore nell'Algarve Cup. Al giugno 2013, Appelqvist aveva totalizzato 11 presenze per la Svezia Under-23. Il Commissario tecnico della Nazionale Pia Sundhage convocò nuovamente Appelqvist a Bosön nel novembre 2013 per valutare il suo inserimento in rosa.
Il suo debutto avviene ad Amiens, in Francia, l'8 febbraio 2014, nell'amichevole persa per 3-0 con la Francia

## Palmarès

### Nazionale
- Argento olimpico: 1

Rio de Janeiro 2016